# Улица Монторгей (Моне)
«Улица Монторгей» (фр. La Rue Montorgueil) — картина французского художника-импрессиониста Клода Моне, созданная им 30 июня 1878 года, в день национального праздника «мира и труда» и закрытия Всемирной выставки, призванной восстановить международный престиж Франции, пошатнувшийся после её поражения во франко-прусской войне.
Эта картина предлагает отдаленное видение городского пейзажа художником, который не смешивается с толпой, а наблюдает за ней из окна. Импрессионистическая техника со множеством мелких цветных штрихов передаёт оживление толпы и развевающиеся флаги по случаю праздника «мира и труда». «Мне очень понравились флаги, в первый национальный праздник 30 июня я гулял <…> по улице Монторгей; улица была очень украшена и многолюдна, я увидел балкон, поднялся наверх…» — рассказывал Моне о создании этой картины. В тот же день он написал ещё одно похожее полотно, названное «Рю Сен-Дени» (фр. La Rue Saint-Denis).

## Ссылка
- Картина на сайте музея Орсе
- Картина на сайте histoire-image.org